# Třída Lyon
Třída Lyon byla plánovaná třída dreadnoughtů francouzského námořnictva z období první světové války. Plánována byla stavba pěti jednotek této třídy. Kvůli vypuknutí první světové války byla jejich stavba zrušena ještě před založením kýlu.

## Stavba
Stavba této třídy byla schválena v programu pro rok 1912. Plavidla představovala zvětšenou a silněji vyzbrojenou verzi třídy Normandie, přičemž jejich vývoj vedl M. Doyere. Zvažovány byly různé návrhy s výtlakem 27 500–29 000 t a výzbrojí tvořenou různým počtem kanónů ráže 305–380 mm. Vzhledem k tomu, že na vývoj 380mm kanónů by byl třeba ještě čas, byla pro jejich výzbroj zvolena 340mm děla. Stejná nesly i předcházející třídy Bretagne a Normandie. Oproti třídě Normandie však byla přidána ještě čtvrtá čtyřdělová věž. Plánována stavba čtyř jednotek této třídy měla začít roku 1915. Lyon měla postavit loděnice Ateliers et Chantiers de la Loire v Saint-Nazaire, Duquesne loděnice Arsenal de Brest v Brestu, Lille loděnice Forges et Chantiers de la Méditerranée v La Seyne a Tourville loděnice Arsenal de Lorient v Lorientu. Vývoj plavidel byl ukončen kvůli vypuknutí první světové války. Jejich stavba tedy ani nezačala.

## Konstrukce
Pancéřování bylo v mírně upravené podobě převzato z třídy Normandie. Mírně tenčí byla horní paluba a kasematy, naopak jiné část byly zesíleny. Výzbroj tvořilo šestnáct 340mm kanónů Modèle 1912M ve čtyřech čtyřdělových věžích. Jedna byla na přídi, druhá uprostřed nástavby a poslední dvě na zádi. Doplňovalo je dvacet čtyři 139mm kanónů Modèle 1910, dva 47mm protiletadlové kanóny a šest torpédometů. O přesné podobě pohonného systému nebylo před zrušením stavby ještě rozhodnuto. Měl mít výkon 43 000 shp a čtyři lodní šrouby. Plánovaná nejvyšší rychlost dosahovala 23 uzlů.